# Brachynemurus hubbardii
Brachynemurus hubbardii är en insektsart som beskrevs av Philip J. Currie 1898. Brachynemurus hubbardii ingår i släktet Brachynemurus och familjen myrlejonsländor. Inga underarter finns listade i Catalogue of Life.